# Liste der Baudenkmale in Rossow
In der Liste der Baudenkmale in Rossow sind alle denkmalgeschützten Bauten der vorpommerschen Gemeinde Rossow und ihrer Ortsteile aufgelistet. Grundlage ist die Veröffentlichung der Denkmalliste des Kreises Uecker-Randow mit dem Stand vom 1. Februar 1996. 

## Baudenkmale nach Ortsteilen

### Rossow
| ID | Lage                       | Bezeichnung                                          | Beschreibung | Bild                      |
| -- | -------------------------- | ---------------------------------------------------- | --- | ------------------------- |
|    | (Karte)                    | Dorfanger mit Mauer                                  | |                           |
|    | Dorfstraße 8 (Karte)       | Bauernhaus                                           | |                           |
|    | Dorfstraße 18 (Karte)      | Bauernhaus                                           | |                           |
|    | Dorfstraße 35 (Karte)      | Haustür                                              | |                           |
|    | Dorfstraße 37 (Karte)      | Bauernhaus                                           | |                           |
|    | Dorfstraße 57 (Karte)      | Bauernhof mit Wohnhaus, zwei Ställen und Scheune     | |                           |
|    | Dorfstraße 59 (Karte)      | Bauernhof mit Wohnhaus, Mauer und zwei Ställen       | |                           |
|    | Dorfstraße 63 (Karte)      | Kate                                                 | |                           |
|    | Dorfstraße 72 (Karte)      | Stallspeicher                                        | |                           |
|    | (Karte)                    | Kirche mit Friedhofsmauer                            | Die Dorfkirche Rossow ist eine frühgotische Feldsteinkirche aus dem 13. Jahrhundert, mit einem erst um 1900 angebauten eingezogenen rechteckigen Chor, einem spitzbogigen Stufeneingangsportal und barock verändert Fenstern. Der schiffsbreite Kirchturm an der Westseite hat einen quadratischen Fachwerkaufsatz aus dem Jahr 1837 mit einem weiteren deutlich kleineren, oktogonalen Obergeschoss und einem Spitzhelm. Innenraum und Ausstattung: Hohe Holzbalkendecke mit ornamentaler Bemalung aus der 2. Hälfte des 19. Jh., aufwendig gestalteter Altaraufsatz aus der 1. Hälfte des 18. Jh., reich verzierter Kanzelkorb mit seitlichen Freifiguren aus dem 19. Jh., seit 1994 innen freistehende Winterkirche aus Glas und Stahl, Orgel mit einem Prospekt in Formen der Neurenaissance von Barnim Grüneberg, Stettin 1888, 2 Glocken: Carl Voß, Stettin 1925 und A. Bachert, Heilbronn 1993. | Kirche mit Friedhofsmauer |
|    | (Karte)                    | Kriegerdenkmal 1914/1918                             | | Kriegerdenkmal 1914/1918  |
|    | Schäfereistraße 2 (Karte)  | Wohnhaus                                             | |                           |
|    | Schäfereistraße 12 (Karte) | Wohnhaus                                             | |                           |
|    | Schulstraße 2 (Karte)      | Scheune                                              | |                           |
|    | Schulstraße 3 (Karte)      | Wohnhaus und Stallspeicher                           | |                           |
|    | Schulstraße 4 (Karte)      | Bauernhaus                                           | |                           |
|    | Schulstraße 16/18 (Karte)  | ehem. Schule mit Museumsinventar, Schulhof und Stall | Die Historische Schulstube wurde 1987 im alten Schulhaus eröffnet. |                           |
|    |                            | Transformatorenhaus                                  | |                           |

### Wetzenow
| ID | Lage                  | Bezeichnung                                | Beschreibung | Bild                     |
| -- | --------------------- | ------------------------------------------ | --- | ------------------------ |
|    | Dorfstraße 22 (Karte) | Schule und Schuppen                        | |                          |
|    | Dorfstraße 23 (Karte) | Bauernhaus, Scheune und zwei Stallspeicher | |                          |
|    | Dorfstraße 24 (Karte) | ehem. Pfarrhaus und Stall                  | |                          |
|    | Dorfstraße 26 (Karte) | Wohnhaus                                   | |                          |
|    | (Karte)               | Kirche mit Kirchhofmauer                   | Die Dorfkirche Wetzenow ist ein kleiner, verputzter Saalbau aus dem 16. Jh. mit Segmentbogen-, Spitzbogen- und Rechteckfenstern mit getreppten Faschen, Eckrustika und in Nischen. Der Kirchturm von 1672 besteht aus einem Feldsteinunterbau und einem verbretterten, geböschten Obergeschoss mit einem schiefergedeckten Spitzhelm. Innenraum und Ausstattung: Flachdecke mit Ornamenten und biblischen Motiven, farbiger Altaraufsatz in Renaissanceformen aus dem 17. Jh., Schnitzfigur Johannes des Täufers aus der 1. Hälfte des 16. Jh., Kabinettscheibe mit Kreuzigungsmotiv von nach 1690, Totenkranzkonsolen aus dem 18. und 19. Jh., Holzepitaph mit geschnitzten Akanthuswangen und Baldachin, Orgel von Barnim Grüneberg, Stettin 1905, 1 Glocke: Carl Voß, Stettin 1840 oder 1880. | Kirche mit Kirchhofmauer |

## Quelle
- Bericht über die Erstellung der Denkmallisten sowie über die Verwaltungspraxis bei der Benachrichtigung der Eigentümer und Gemeinden sowie über die Handhabung von Änderungswünschen (Stand: Juni 1997)